# Renzo Fior
Pour les articles homonymes, voir Fior.
Renzo Fior est l'un des responsables de la communauté Emmaüs de Villafranca, en Italie. Il a été président d'Emmaüs International de 1999 à 2007. Il est président d'Emmaüs Italie depuis 2008, succédant à ce poste à Graziano Zoni.

## Présidence d'Emmaüs International (1999-2007)
La présidence de Renzo Fior a permis une profonde révision des statuts d'Emmaüs International, actée lors de l'assemblée générale de Ouagadougou (Burkina Faso) en 2003. Cette réforme a entraîné notamment une plus grande décentralisation dans le fonctionnement du mouvement Emmaüs, avec des compétences élargies dévolues aux quatre régions du mouvement Emmaüs (Afrique, Amérique, Asie, Europe).
Le premier mandat de Renzo Fior (1999-2003) a été le temps de la consultation au sein du mouvement Emmaüs, pour préparer le vote des nouveaux statuts. Cette réforme a été progressivement mise en œuvre pendant son second mandat, puis poursuivie sous la présidence de Jean Rousseau.